# Горбачёв, Александр Михайлович
Алекса́ндр Миха́йлович Горбачёв (25 февраля 1922 — 1 февраля 1990) — советский российский мультипликатор-кукольник. Участник Великой Отечественной войны.

## Фильмография

### Художник-постановщик
- 1953 — Сестрица Алёнушка и братец Иванушка (в титрах указан А. Дураков)
- 1965 — Как один мужик двух генералов прокормил

### Художник
- 1955 — Остров ошибок (в титрах указан А. Дураков)
- 1956 — Чудесный колодец
- 1959 — Али-Баба и сорок разбойников
- 1959 — История Власа — лентяя и лоботряса
- 1962 — Летающий пролетарий
- 1964 — Левша
- 1966 — Поди туда, не знаю куда
- 1969 — Крокодил Гена
- 1972 — Аве Мария
- 1980 — Шарик-фонарик

### Куклы и декорации
- «Небесное созданье» (1956)
- «Прочти и катай в Париж и Китай» (1960)
- «Вот такие чудеса» (1965)
- «Честное крокодильское» (1967)
- «Легенда о злом великане» (1967)
- «Ничто не забыто» (1968)
- «Пластилиновый ёжик» (1969)
- «Карусельный лев» (1974)
- «Как дед великое равновесие нарушил» (1976)
- «Сказка дедушки Ай-По» (1976)
- «Одна лошадка белая» (1977)
- «Самый маленький гном (выпуск 1)» (1977)
- «Солнышко на нитке» (1977)
- «Вагончик» (1978)
- «Домашний цирк» (1979)
- «Жёлтый слон» (1979)
- «Про щенка» (1979)
- «Ещё раз про квартет» (1980)
- «Разлучённые» (1980)
- «Поросёнок в колючей шубке» (1981)
- «Боцман и попугай (выпуск 1, 2, 5)» (1982—1986)
- «Будь здоров!» (1982)
- «Дедушкин бинокль» (1982)
- «Конфликт» (1983)
- «Сказка об очень высоком человеке» (1983)
- «Хвастливый мышонок» (1983)
- «Весёлая карусель № 13» (1983)
- «Волк и телёнок» (1984)
- «Тяп-ляп, маляры» (1984)
- «Чёрно-белое кино» (1984)
- «Три лягушонка» (1987)
- «Влюбчивая ворона» (1988)
- «Как прекрасно светит сегодня Луна» (1988)
- «Карпуша» (1988)
- «Сон» (1988)
- «Уважаемый леший» (1988)
- «Какой звук издаёт комар?» (1989)
- «Серый волк энд Красная Шапочка» (1990)